# 西布盧姆菲爾德 (紐約州)
西布盧姆菲爾德（英語：West Bloomfield）是一個位於美國紐約州安大略縣的鎮。

## 人口
根據2020年美國人口普查的數據，西布盧姆菲爾德的面積為66.05平方千米，當中陸地面積為65.94平方千米，而水域面積為0.10平方千米。當地共有人口2760人，而人口密度為每平方千米42人。